# Monroe megye (Michigan)
Monroe megye az Amerikai Egyesült Államokban, azon belül Michigan államban található. Megyeszékhelye és legnagyobb városa Monroe. Lakosainak száma 154 809 fő (2020. április 1.). Monroe megye Washtenaw, Lucas, Wayne és Lenawee megyékkel határos.

## Népesség
A megye népességének változása:
| Lakosok száma | 151 915 | 151 532 | 150 923 | 150 376 | 149 568 | 154 809 |
|               | 2010    | 2011    | 2012    | 2013    | 2015    | 2020    |